# Jókislány
A Jókislány (eredeti cím: Babygirl) 2024-ben bemutatott amerikai erotikus filmthriller, amelyet Halina Reijn írt, rendezett és készített. A főbb szerepekben Nicole Kidman, Harris Dickinson, Sophie Wilde és Antonio Banderas látható.
Világpremierje 2024. augusztus 30-án volt a 81. Velencei Nemzetközi Filmfesztiválon, ahol Kidman elnyerte a legjobb színésznőnek járó Volpi kupát, majd szeptember 10-én a Torontói Nemzetközi Filmfesztiválon is bemutatták, december 25-én pedig az A24 forgalmazásában került a mozikba. Magyarországon 2025. január 30-án mutatták be a mozikban. A National Board of Review a 2024-es év tíz legjobb filmje közé választotta, ahol Kidman a legjobb színésznőnek járó díjat is elnyerte.

## Cselekmény
Romy Mathis New Yorkban él, és egy robottechnikai vállalat alapítója és vezérigazgatója, amely jelenleg a tőzsdén is szárnyal. Férje a neves színházi rendező, Jacob, és két lány édesanyja. Bár még mindig intim kapcsolatban van férjével, nehezen tudja megfogalmazni szexuális vágyait iránta. A nő titokban maszturbál, miután lefeküdt Jacobbal.
Egy nap Romy találkozik Samuellel, a cégénél sokkal fiatalabb gyakornokával. Véletlenül látta őt az irodája előtti utcán, amikor egy agresszív kutyát szelídített meg kekszek segítségével. Samuel magabiztosan dacol minden szabállyal. Romy dominanciáját is megkérdőjelezi, és azt akarja, hogy ő legyen a hivatalos mentora. Úgy tűnik, a férfi többet tud róla, mint amennyit a nő el akar árulni. Hamarosan szenvedélyes viszonyba kezdenek, és egy lepukkant szállodában találkoznak. Samuel élvezi az üzletasszony feletti irányítást. Romy előnyös helyzete ellenére Samuel emlékezteti őt arra, hogy egyetlen telefonhívással tönkreteheti az életét.

## Szereplők
| Szerep                                       | Színész                    | Magyar hang     |
| -------------------------------------------- | -------------------------- | --------------- |
| Romy Mathis, vezérigazgató                   | Nicole Kidman              | Pápai Erika     |
| Samuel, Romy gyakornoka                      | Harris Dickinson           | Makranczi Zalán |
| Jacob Mathis, Romy férje                     | Antonio Banderas           | Kőszegi Ákos    |
| Esme, Romy asszisztense                      | Sophie Wilde               | Csuha Borbála   |
| Isabel Mathis, Romy és Jacob tinédzser lánya | Esther McGregor            | Koller Virág    |
| Nora Mathis, Romy és Jacob fiatalabbik lánya | Vaughan Reilly             | Kobela Kíra     |
| Hedda / Scarlett                             | Gaite Jansen               |                 |
| Anna                                         | Izabel Mar                 |                 |
| Mr. Missel                                   | Victor Slezak              |                 |
| Robert                                       | Anoop Desai                |                 |
| Tom                                          | Bartley Booz               |                 |
| Josh                                         | Maxwell Whittington-Cooper |                 |
| Hazel                                        | Leslie Silva               |                 |
| terapeuta                                    | Dolly Wells                |                 |

### Magyar változat
- Magyar szöveg: Borsi Bálint
- Hangmérnök és szinkronrendező: Kelemen Tamás
- Vágó: Orosz Dávid
- Gyártásvezető: Molnár Melinda
- Produkciós vezető: Kovács Anita

A szinkront a Dream Voice Stúdió készítette el.

## A film készítése
2023 novemberében bejelentették, hogy David Hinojosa Halina Reijnnel együtt fogja producerként jegyezni a projektet, míg az A24 finanszírozza a filmet. Julia Oh, Zach Nutman és Christine D'Souza Gelb vezető producerként vettek részt a munkálatokban. Később kiderült, hogy Julia Oh nemcsak ügyvezető producerként, hanem producerként is dolgozik a filmen, ellentmondva a korábbi híreknek. Halina Reijn nemcsak producerként vett részt a projektben, hanem ő is rendezte a filmet egy általa írt forgatókönyv alapján. Ez volt a második angol nyelvű játékfilmje, amelyet az A24 gyártott.
Az eredeti terv egy nyári film volt, azonban a 2023-as WGA-sztrájk és a 2023-as SAG-AFTRA-sztrájk hatása miatt a film ütemterve megváltozott, és végül karácsonyi filmmé alakították.

### Szereposztás
2023 novemberében bejelentették, hogy Nicole Kidman, Harris Dickinson, Antonio Banderas, Sophie Wilde és Jean Reno is a szereplőgárda tagjai közé került. A további szereplők között John Cenatiempo, Vaughan Reilly, Victor Slezak, Anoop Desai és Maxwell Whittington-Cooper foglal helyet. A beszámolók szerint Esther McGregor is szerepet kapott.

### Forgatás
A forgatás 2023 decemberében kezdődött New Yorkban, és 2024 februárjában fejeződött be.

## Bemutató
A Jókislány premierje a 81. Velencei Nemzetközi Filmfesztiválon volt 2024. augusztus 30-án. Ezt követően a 49. Torontói Nemzetközi Filmfesztiválon is bemutatták 2024. szeptember 10-én. A filmet eredetileg 2024. december 20-án mutatták volna be az Egyesült Államokban és Kanadában, de a dátumot 2024. december 25-re halasztották.
2025. január 28-án jelent meg az Egyesült Államokban VOD-on.